# Karl Adam (Rudertrainer)

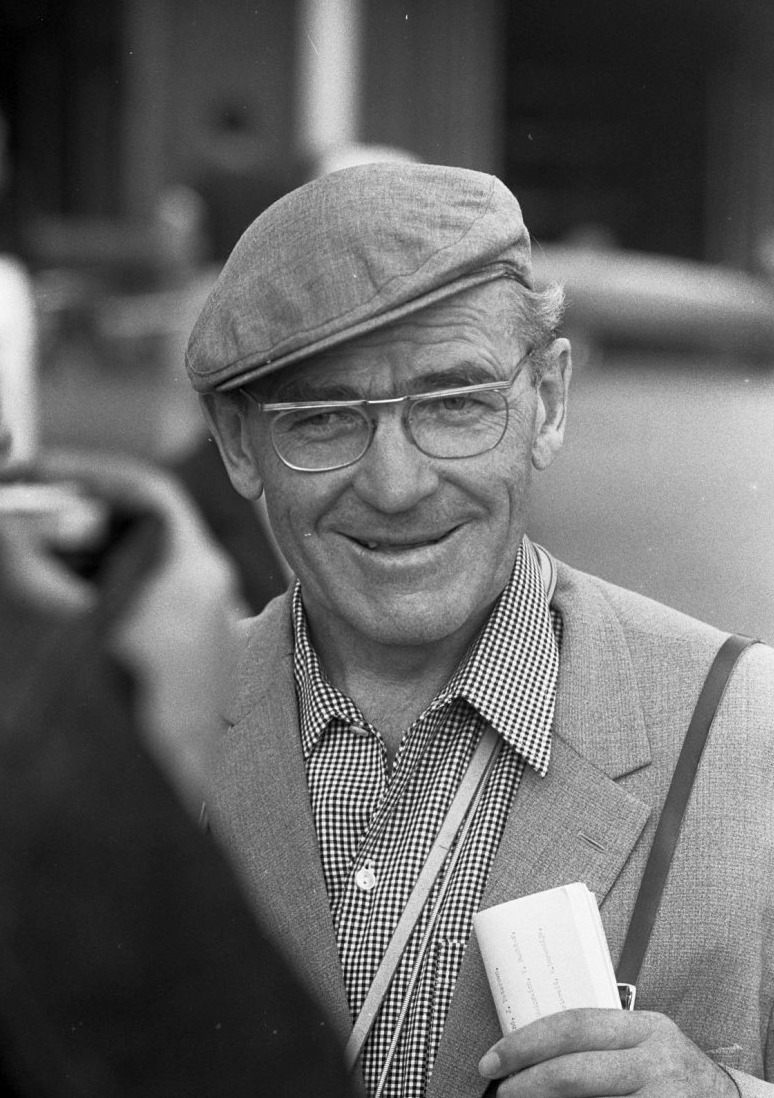
Karl Adam, 1968

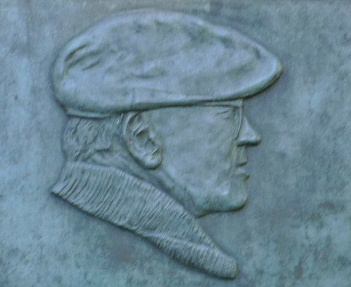
Karl Adam (Bronzerelief)

Karl Adam (* 2. Mai 1912 in Vorhalle, heute Hagen; † 18. Juni 1976 in Bad Salzuflen) war ein deutscher Rudertrainer. Er war Mitbegründer des Ratzeburger Ruderclubs und der Ruderakademie Ratzeburg, die er von 1964 bis 1976 leitete, und wurde auch der „Ruderprofessor“ vom Ratzeburger See genannt. Von 1969 bis 1976 war er der von der Trainerkommission aller Sportarten gewählte Vertreter der Trainerschaft im Vorstand des Bundesausschusses Leistungssport.

## Leben
Im Dritten Reich trat Karl Adam 1933 in die SA ein und unterrichtete seit 1939 an der Nationalpolitischen Erziehungsanstalt (Napola) in Bensberg. Am 10. November 1939 beantragte er die Aufnahme in die NSDAP und wurde zum 1. Januar 1940 aufgenommen (Mitgliedsnummer 7.352.197). Während des Zweiten Weltkriegs wurde Adam als Unteroffizier und Geschützführer in der Normandie durch Granatsplitter schwer verwundet.
Nach dem Krieg war Adam Oberstudienrat für Mathematik, Physik und Leibeserziehung an der in Ratzeburg ansässigen Lauenburgischen Gelehrtenschule. Durch eigene theoretische Studien und empirisch-experimentelle Untersuchungen auf dem Gebiet des Rudersports gelangte er zu gänzlich neuen, bahnbrechenden Erkenntnissen, welche den gesamten Rudersport revolutionierten. Karl Adam zählte in der Folge neben Emil Beck (Fechten) und Gustav Kilian (Bahnrad) zu den großen Drei unter den Trainer-Autodidakten im bundesdeutschen Sport. Adam, der selbst nie gerudert hatte und deutscher Hochschulmeister im Boxen gewesen war, führte neuartige Trainingsmethoden ein, die auch in anderen Sportarten in spezifizierter Form erfolgreich zur Anwendung kamen. 
Dazu gehören die Schnelltechnik und das Intervalltraining. Durch den von ihm kreierten mathematisch-physikalischen Zutritt zu Problemstellungen des Ruderns gelangen Adam zudem Verbesserungen bei Form und Anordnung der Riemen bzw. deren Blättern. Auf Grund des singulären Wirkens von Karl Adam als Theoretiker und Praktiker des leistungsmäßigen Rudersports avancierte – das bis dahin im Rennrudern völlig unbedeutende – Ratzeburg zum internationalen „Mekka des Rudersports“: Trainer aus allen bedeutenden Ruder-Nationen „pilgerten“ zum Ratzeburger Ruderclub, um von Karl Adam aus erster Hand jene Grundsätze des „neuen Ruderns“ zu erfahren, deren praktische Anwendung zu den weltweiten Erfolgen der Ratzeburger Ruderer geführt haben.

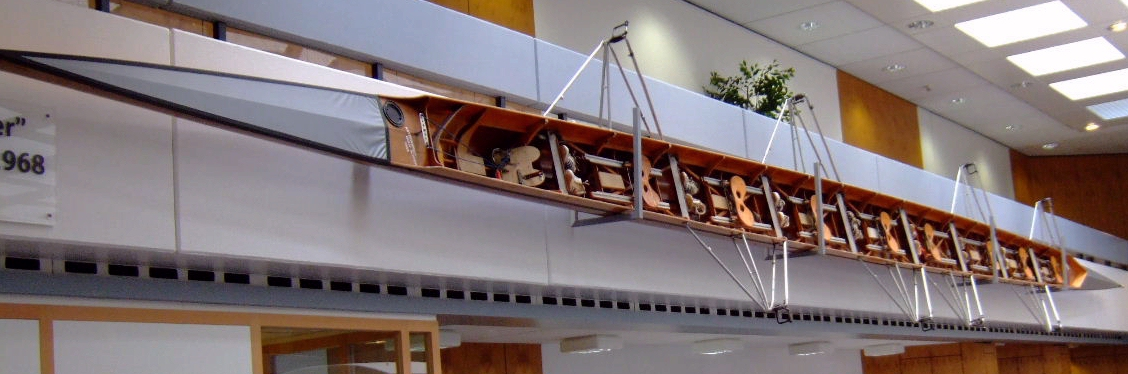
Deutschland-Achter von 1968

Von 1959 bis 1967 gewannen die von ihm trainierten Boote sieben Titel bei Welt- und Europameisterschaften. Außerdem holte „sein“ Deutschland-Achter die olympische Goldmedaille 1960 in Rom und 1968 in Mexiko-Stadt. Von Karl Adam stammt das Konzept des mündigen Athleten, das er zu Zeiten des Kalten Krieges den von außen gesteuerten Athleten entgegenhielt. Das Konzept wurde in der Folgezeit immer wieder verwendet, um den pädagogischen Wert des Leistungssports zu verdeutlichen.
Adam ging hierbei jedoch noch einen Schritt weiter und schrieb: „Als Trainer bin ich der Ansicht, dass die Entscheidung, ob ein Athlet seine physiologischen Leistungsvoraussetzungen etwa durch Anabolika verbessern will, nur er selbst treffen kann. Funktionär, Sportmediziner, Trainer haben die Pflicht zur Aufklärung über die Wirkung, aber nicht das Recht der Bevormundung.“ Beim mündigen Athleten geht es vor allem um die Frage von Agency und Control und hier stand Adam fest auf der Seite der erwachsenen Athleten.
Karl Adam starb im Juni 1976 im Alter von 64 Jahren an den Folgen eines Herzinfarkts.

## Ehrungen
- 1962: Ehrenbürger der Stadt Ratzeburg
- 1972: Verdienstkreuz 1. Klasse der Bundesrepublik Deutschland
- 1972: Ehrendoktor der Universität Karlsruhe

Aufgrund seiner hervorragenden sportlichen Bedeutung wurde Karl Adam am 6. Mai 2008 in die neu gegründete Hall of Fame des deutschen Sports aufgenommen.
Der Deutsche Ruderverband verlieh bis 2024 den Karl-Adam-Preis an den schnellsten Achter bei Deutschen Meisterschaften.

## Schriften
- Karl Adam: Leistungssport – Sinn und Unsinn. München 1975.
- Karl Adam: Leistungssport als Denkmodell. Schriften aus dem Nachlass. München 1978
- Karl Adam: Kleine Schriften zum Rudertraining. Berlin 1982.